# Fuentidueña de Tajo
Fuentidueña de Tajo é um município da Espanha na província e comunidade autónoma de Madrid, de área 60,6 km² com população de 1920 habitantes (2007) e densidade populacional de 26,54 hab/km².

## Demografia
| Variação demográfica do município entre 1991 e 2004 | Variação demográfica do município entre 1991 e 2004 | Variação demográfica do município entre 1991 e 2004 | Variação demográfica do município entre 1991 e 2004 |
| --------------------------------------------------- | --------------------------------------------------- | --------------------------------------------------- | --------------------------------------------------- |
| 1991                                                | 1996                                                | 2001                                                | 2004                                                |
| 1310                                                | 1398                                                | 1484                                                | 1602                                                |